# Бекрень (Тверская область)
Бекре́нь — деревня в Краснохолмском районе Тверской области. Относится к Глебенскому сельскому поселению. В 2006—2012 годы входила в состав Нивского сельского поселения, до 2006 года центр Бекренского сельского округа.

## Этимология
Бекрень —  м. употребл. б. ч. с предлогом на; бок, один бок, о чем-либо кривом, наклонном. На нем шапка бекре́нем или набекре́нь(иногда Бекрени) 

## География
Расположена в 25 километрах к востоку от районного центра города Красный Холм. Деревня вытянута с юго-запада на северо-восток вдоль главной улицы, в полукилометре от берега реки Еглень.
Сразу за северным концом деревни проходит нефтепровод «Ярославль-Кириши».

## История
В 1888 году деревня Бекрень упоминается как населенный пункт Мологского уезда Ярославской губернии. С 1930 по 1939 годы — центр одноименного сельсовета Некоузского района Ярославской области, с 1939 года Бекренский сельсовет в составе Краснохолмского района Калининской области.
В 1997 году — 60 хозяйств, 169 жителей. Центральная усадьба колхоза «Неледино», неполная средняя школа (МОУ Бекренская основная общеобразовательная школа — ликвидирована в 2010 году), детсад, ДК, библиотека, медпункт, отделение связи, магазин.

## Население
| 1859 | 1914 | 2002 | 2008 | 2010 |
| ---- | ---- | ---- | ---- | ---- |
| 216  | ↗267 | ↘144 | ↗148 | ↘144 |

## Достопримечательности
Сохранилась недействующая церковь Рождества Христова (1814), при ней — кладбище.